# Stamhuset Juelsberg
Stamhuset Juelsberg var et dansk stamhus, oprettet 20. februar 1797 af Amalie Christiane von Raben (1736-1803), enke efter gehejmekonferensråd Carl Juel og gehejmeråd Gregers Christian Juel. Stamhuset, der bestod af Juelsberg mm. og havde godt 700 tønder hartkorn bøndergods fordelt på 177 gårde og huse, tilfaldt først hendes og Carl Juels barnløse søn, generalløjtnant, kammerherre Knud Frederik Juel (1766-1847).
Stamhuset ophørte 1925 med lensafløsningen.